# Чапаевский сельсовет (Астраханская область)
Чапа́евский се́льский сове́т — упразднённое муниципальное образование в составе Камызякского района Астраханской области, Российская Федерация. Административный центр и единственный населенный пункт — село Чапаево.

## Географическое положение
Сельский совет расположен в центральной части района. Граница сельсовета начинается с пересечения ерика Дощеник с рекой Костыль, идёт по её середине на юго-восток до реки Большая Чёрная и реки Табола. Далее граница идет по середине реки Табола в юго-восточном направлении по оросительному каналу до ерика Обуховский, по его середине до ерика Поперечный, по его середине до ерика Дощеник, и по середине ерика Дощеник до первоначальной точки.
Сельсовет граничит с запада и с севера с Верхнекалиновским сельсоветом, с востока — с Раздорским сельсоветом, с юга — с Каралатским сельсоветом. Село Чапаево расположено на расстоянии 25 км на юге относительно райцентра г. Камызяк.

## История
Сначала село Чапаево называлось «Полянский», с 1931 года — «14 лет Октября», с 1940 года — «Чапаево».
Законом Астраханской области от 3 июня 2015 года № 31/2015-ОЗ, муниципальные образования «Каралатский сельсовет» и «Чапаевский сельсовет» были преобразованы, путём их объединения, в муниципальное образование «Каралатский сельсовет» с административным центром в селе Каралат.

## Население
| 2010 | 2012 | 2013 | 2014 | 2015 |
| ---- | ---- | ---- | ---- | ---- |
| 450  | ↘442 | ↘435 | ↘429 | ↘420 |

В 1950-х годах население села составляло 4,5 тысяч человек, из них две тысячи работали на рыбзаводе.

## Состав сельского поселения
В состав сельского поселения входил один населённый пункт.

## Хозяйство
Ведущей отраслью хозяйства выступает рыбоводство, в селе работает рыбзавод, основанный ещё в 1918 году. 16 февраля 1963 года он вошёл в состав рыбзавода им. С. Г. Кирова как отдельный цех. С 1999 года это опять отдельное предприятие.
Среди учреждений социальной сферы в сельсовете действуют фельдшерско-акушерский пункт, детский сад и средняя школа (построенные в 1989 году), дом культуры на 100 мест, сельская библиотека.
Транспорт в сельсовете представлен автодорогой Камызяк — Каралат и судоходными реками.